# Ronde van Wallonië 2013
De 40e editie van de wielerwedstrijd Ronde van Wallonië (Frans: Tour de Wallonie 2013) werd gehouden van 20 juli tot en met 24 juli 2013 in Wallonië, België. De meerdaagse wielerkoers maakte deel uit van de UCI Europe Tour 2013. Deze editie is gewonnen door de Belg Greg Van Avermaet.

## Deelnemende ploegen
UCI World Tour-ploegen
- AG2R-La Mondiale
- Belkin Pro Cycling
- BMC Racing Team
- FDJ.fr
- Team Garmin-Sharp
- Katjoesja
- Lotto-Belisol
- Omega Pharma-Quickstep
- RadioShack-Leopard
- Vacansoleil-DCM

Professionele continentale ploegen
- Accent-Wanty
- Crelan-Euphony
- Topsport Vlaanderen-Baloise
- Cofidis
- Team Europcar

Continentale ploegen
- Color Code-Biowanze
- Wallonie Bruxelles-Crelan

## Startlijst

### RadioShack-Leopard
| Rugnummer | Naam            | Prestaties     | Opmerkingen | Eindklassering |
| --------- | --------------- | -------------- | ----------- | -------------- |
| 1         | Stijn Devolder  |                |             | 29             |
| 2         | Danilo Hondo    |                |             | 58             |
| 3         | Ben Hermans     |                |             | 23             |
| 4         | Bob Jungels     |                |             | 33             |
| 5         | Tiago Machado   | Bergklassement |             | 19             |
| 6         | Giacomo Nizzolo |                |             | 54             |
| 7         | Grégory Rast    |                |             | 45             |

### AG2R-La Mondiale
| Rugnummer | Naam              | Prestaties | Opmerkingen       | Eindklassering |
| --------- | ----------------- | ---------- | ----------------- | -------------- |
| 11        | Davide Appollonio |            | Opgave: 5e etappe | DNF            |
| 12        | Julien Bérard     |            |                   | 34             |
| 13        | Lloyd Mondory     |            |                   | 90             |
| 14        | Julian Kern       |            |                   | 62             |
| 15        | Ben Gastauer      |            |                   | 27             |
| 16        | Valentin Iglinski |            |                   | 87             |
| 17        | Rinaldo Nocentini |            | Opgave: 5e etappe | DNF            |

### Belkin Pro Cycling
| Rugnummer | Naam               | Prestaties | Opmerkingen | Eindklassering |
| --------- | ------------------ | ---------- | ----------- | -------------- |
| 21        | Jack Bobridge      |            |             | 84             |
| 22        | Jetse Bol          |            |             | 108            |
| 23        | Paul Martens       |            |             | 9              |
| 24        | Juan Manuel Gárate |            |             | 79             |
| 25        | Marc Goos          |            |             | 49             |
| 26        | Tom-Jelte Slagter  |            |             | 16             |
| 27        | Dennis van Winden  |            |             | 111            |

### BMC Racing Team
| Rugnummer | Naam              | Prestaties                                                     | Opmerkingen             | Eindklassering |
| --------- | ----------------- | -------------------------------------------------------------- | ----------------------- | -------------- |
| 31        | Alessandro Ballan |                                                                | Niet gestart: 1e etappe | DNS            |
| 32        | Sebastian Lander  |                                                                |                         | 98             |
| 33        | Klaas Lodewyck    |                                                                |                         | 75             |
| 34        | Daniel Oss        |                                                                |                         | 4              |
| 35        | Taylor Phinney    |                                                                |                         | 46             |
| 36        | Greg Van Avermaet | Winnaar 3e en 5e etappe, Algemeen klassement, Puntenklassement |                         | 1              |
| 37        | Yannick Eijssen   |                                                                |                         | 44             |

### FDJ.fr
| Rugnummer | Naam              | Prestaties | Opmerkingen | Eindklassering |
| --------- | ----------------- | ---------- | ----------- | -------------- |
| 41        | Arnaud Démare     |            |             | 69             |
| 42        | Anthony Geslin    |            |             | 2              |
| 43        | Laurent Mangel    |            |             | 50             |
| 44        | Yoann Offredo     |            |             | 55             |
| 45        | Laurent Pichon    |            |             | 43             |
| 46        | Anthony Roux      |            |             | 15             |
| 47        | Benoît Vaugrenard |            |             | 20             |

### Team Garmin-Sharp
| Rugnummer | Naam           | Prestaties | Opmerkingen | Eindklassering |
| --------- | -------------- | ---------- | ----------- | -------------- |
| 51        | Caleb Fairly   |            |             | 24             |
| 52        | Tyler Farrar   |            |             | 66             |
| 53        | Robert Hunter  |            |             | 68             |
| 54        | Raymond Kreder |            |             | 59             |
| 55        | Michel Kreder  |            |             | 37             |
| 56        | Nick Nuyens    |            |             | 47             |
| 57        | Alex Rasmussen |            |             | 106            |

### Katjoesja
| Rugnummer | Naam               | Prestaties        | Opmerkingen | Eindklassering |
| --------- | ------------------ | ----------------- | ----------- | -------------- |
| 61        | Maksim Belkov      |                   |             | 96             |
| 62        | Giampaolo Caruso   |                   |             | 39             |
| 63        | Michail Ignatiev   |                   |             | 60             |
| 64        | Aleksandr Kolobnev | Winnaar 1e etappe |             | 3              |
| 65        | Luca Paolini       |                   |             | 48             |
| 66        | Aleksandr Porsev   |                   |             | 74             |
| 67        | Rüdiger Selig      |                   |             | 104            |

### Lotto-Belisol
| Rugnummer | Naam                | Prestaties        | Opmerkingen             | Eindklassering |
| --------- | ------------------- | ----------------- | ----------------------- | -------------- |
| 71        | Jens Debusschere    |                   | Niet gestart: 5e etappe | DNS            |
| 72        | Kenny Dehaes        | Winnaar 4e etappe |                         | 91             |
| 73        | Gert Dockx          |                   |                         | 21             |
| 74        | Jurgen Van De Walle |                   |                         | 41             |
| 75        | Jelle Vanendert     |                   |                         | 22             |
| 76        | Jonas Van Genechten |                   |                         | 53             |
| 77        | Tim Wellens         |                   |                         | 8              |

### Omega Pharma — Quick-Step
| Rugnummer | Naam               | Prestaties        | Opmerkingen | Eindklassering |
| --------- | ------------------ | ----------------- | ----------- | -------------- |
| 81        | Tom Boonen         | Winnaar 2e etappe |             | 36             |
| 82        | Dries Devenyns     |                   |             | 11             |
| 83        | Nikolas Maes       |                   |             | 35             |
| 84        | František Raboň    |                   |             | 72             |
| 85        | Pieter Serry       |                   |             | 26             |
| 86        | Stijn Vandenbergh  |                   |             | 88             |
| 87        | Kristof Vandewalle |                   |             | 32             |

### Vacansoleil-DCM
| Rugnummer | Naam               | Prestaties | Opmerkingen       | Eindklassering |
| --------- | ------------------ | ---------- | ----------------- | -------------- |
| 91        | Romain Feillu      |            |                   | 61             |
| 92        | Wesley Kreder      |            |                   | 83             |
| 93        | Willem Wauters     |            |                   | 99             |
| 94        | Pim Ligthart       |            | Opgave: 4e etappe | DNF            |
| 95        | Marco Marcato      |            |                   | 5              |
| 96        | Frederik Veuchelen |            |                   | 56             |
| 97        | Kenny van Hummel   |            |                   | 109            |

### Accent-Wanty
| Rugnummer | Naam              | Prestaties | Opmerkingen | Eindklassering |
| --------- | ----------------- | ---------- | ----------- | -------------- |
| 101       | Thomas Degand     |            |             | 31             |
| 102       | Danilo Napolitano |            |             | 102            |
| 103       | Gregory Habeaux   |            |             | 25             |
| 104       | Nicolas Vogondy   |            |             | 38             |
| 105       | Jempy Drucker     |            |             | 6              |
| 106       | Jérôme Gilbert    |            |             | 103            |
| 107       | Kevin Van Melsen  |            |             | 93             |

### Cofidis
| Rugnummer | Naam             | Prestaties | Opmerkingen | Eindklassering |
| --------- | ---------------- | ---------- | ----------- | -------------- |
| 111       | Florent Barle    |            |             | 63             |
| 112       | Edwig Cammaerts  |            |             | 71             |
| 113       | Jan Ghyselinck   |            |             | 13             |
| 114       | Gert Jõeäär      |            |             | 95             |
| 115       | Nico Sijmens     |            |             | 18             |
| 116       | Tristan Valentin |            |             | 28             |
| 117       | Romain Zingle    |            |             | 51             |

### Crelan-Euphony
| Rugnummer | Naam               | Prestaties | Opmerkingen | Eindklassering |
| --------- | ------------------ | ---------- | ----------- | -------------- |
| 121       | Sebastien Delfosse |            |             | 94             |
| 122       | Christophe Premont |            |             | 82             |
| 123       | Stijn Steels       |            |             | 107            |
| 124       | Reinier Honig      |            |             | 70             |
| 125       | Klaas Sys          |            |             | 40             |
| 126       | Gilles Devillers   |            |             | 86             |
| 127       | Maxime Vantomme    |            |             | 14             |

### Team Europcar
| Rugnummer | Naam             | Prestaties | Opmerkingen | Eindklassering |
| --------- | ---------------- | ---------- | ----------- | -------------- |
| 131       | Franck Bouyer    |            |             | 97             |
| 132       | Bryan Coquard    |            |             | 89             |
| 133       | Tony Hurel       |            |             | 64             |
| 134       | Vincent Jérôme   |            |             | 80             |
| 135       | Alexandre Pichot |            |             | 92             |
| 136       | Björn Thurau     |            |             | 30             |
| 137       | Angélo Tulik     |            |             | 52             |

### Topsport Vlaanderen-Baloise
| Rugnummer | Naam                 | Prestaties | Opmerkingen                  | Eindklassering |
| --------- | -------------------- | ---------- | ---------------------------- | -------------- |
| 141       | Sander Armée         |            | Gediskwalificeerd: 1e etappe | DSQ            |
| 142       | Jelle Wallays        |            |                              | 57             |
| 143       | Laurens De Vreese    |            |                              | 12             |
| 144       | Michael Van Staeyen  |            |                              | 73             |
| 145       | Tim Declercq         |            |                              | 17             |
| 146       | Pieter Vanspeybrouck |            |                              | 113            |
| 147       | Tom Van Asbroeck     |            |                              | 42             |

### Color Code-Biowanze
| Rugnummer | Naam               | Prestaties | Opmerkingen | Eindklassering |
| --------- | ------------------ | ---------- | ----------- | -------------- |
| 151       | Boris Valée        |            |             | 101            |
| 152       | Florent Mottet     |            |             | 112            |
| 153       | Ludwig De Winter   |            |             | 105            |
| 154       | Jérôme Kerf        |            |             | 110            |
| 155       | Loic Pestiaux      |            |             | 77             |
| 156       | Thomas Wertz       |            |             | 65             |
| 157       | Serge De Wortelaer |            |             | 85             |

### Wallonie Bruxelles-Crelan
| Rugnummer | Naam              | Prestaties         | Opmerkingen | Eindklassering |
| --------- | ----------------- | ------------------ | ----------- | -------------- |
| 161       | Maxime Anciaux    |                    |             | 100            |
| 162       | Quentin Bertholet |                    |             | 78             |
| 163       | Olivier Chevalier | Jongerenklassement |             | 7              |
| 164       | Antoine Demoitié  |                    |             | 76             |
| 165       | Tom Dernies       |                    |             | 81             |
| 166       | Boris Dron        |                    |             | 67             |
| 167       | Laurent Evrard    |                    |             | 10             |

## Etappe-overzicht
| etappe | datum   | start    | finish     | afstand  | winnaar            | klassementsleider  |
| ------ | ------- | -------- | ---------- | -------- | ------------------ | ------------------ |
| 1e     | 20 juli | Ans      | Eupen      | 183.6 km | Aleksandr Kolobnev | Aleksandr Kolobnev |
| 2e     | 21 juli | Verviers | Engis      | 167.9 km | Tom Boonen         | Aleksandr Kolobnev |
| 3e     | 22 juli | Beaufays | Bastenaken | 168.5 km | Greg Van Avermaet  | Aleksandr Kolobnev |
| 4e     | 23 juli | Andenne  | Klabbeek   | 197.1 km | Kenny Dehaes       | Aleksandr Kolobnev |
| 5e     | 24 juli | Zinnik   | Thuin      | 144.7 km | Greg Van Avermaet  | Greg Van Avermaet  |

## Etappe-uitslagen

### 1e etappe
| Ans - Eupen (183.6 km) |                    |                    |          |
| Plaats                 | Naam               | Ploeg              | Tijd     |
| Winnaar                | Aleksandr Kolobnev | Katjoesja          | 5u04'21" |
| 2                      | Anthony Geslin     | FDJ.fr             | + 1"     |
| 3                      | Julien Bérard      | AG2R-La Mondiale   | + 3"     |
|                        |                    |                    |          |
| 4                      | Stijn Devolder     | RadioShack-Leopard | + 7"     |
| 26                     | Tom-Jelte Slagter  | Belkin Pro Cycling | + 38"    |

| Algemeen klassement |                    |                    |          |
| Plaats              | Naam               | Ploeg              | Tijd     |
| Gele trui           | Aleksandr Kolobnev | Katjoesja          | 5u04'11" |
| 2                   | Anthony Geslin     | FDJ.fr             | + 5"     |
| 3                   | Julien Bérard      | AG2R-La Mondiale   | + 8"     |
|                     |                    |                    |          |
| 4                   | Stijn Devolder     | RadioShack-Leopard | + 17"    |
| 27                  | Tom-Jelte Slagter  | Belkin Pro Cycling | + 48"    |

### 2e etappe
| Verviers - Engis (167.9 km) |                     |                         |          |
| Plaats                      | Naam                | Ploeg                   | Tijd     |
| Winnaar                     | Tom Boonen          | Omega Pharma-Quick Step | 4u23'33" |
| 2                           | Tyler Farrar        | Team Garmin-Sharp       | z.t.     |
| 3                           | Michael van Staeyen | Topsport Vlaanderen     | z.t.     |
|                             |                     |                         |          |
| 7                           | Jetse Bol           | Belkin Pro Cycling      | z.t.     |

| Algemeen klassement |                    |                    |          |
| Plaats              | Naam               | Ploeg              | Tijd     |
| Gele trui           | Aleksandr Kolobnev | Katjoesja          | 9u27'43" |
| 2                   | Anthony Geslin     | FDJ.fr             | + 6"     |
| 3                   | Julien Bérard      | AG2R-La Mondiale   | + 9"     |
|                     |                    |                    |          |
| 4                   | Stijn Devolder     | RadioShack-Leopard | + 18"    |
| 27                  | Tom-Jelte Slagter  | Belkin Pro Cycling | + 35"    |

### 3e etappe
| Beaufays - Bastenaken (168.5 km) |                   |                     |          |
| Plaats                           | Naam              | Ploeg               | Tijd     |
| Winnaar                          | Greg Van Avermaet | BMC Racing Team     | 4u14'53" |
| 2                                | Tom Van Asbroeck  | Topsport Vlaanderen | z.t.     |
| 3                                | Jempy Drucker     | Accent-Wanty        | z.t.     |
|                                  |                   |                     |          |
| 10                               | Michel Kreder     | Team Garmin-Sharp   | z.t.     |

| Algemeen klassement |                    |                    |          |
| Plaats              | Naam               | Ploeg              | Tijd     |
| Gele trui           | Aleksandr Kolobnev | Katjoesja          | 13u42'36 |
| 2                   | Anthony Geslin     | FDJ.fr             | + 6"     |
| 3                   | Stijn Devolder     | RadioShack-Leopard | + 18"    |
|                     |                    |                    |          |
| 22                  | Tom-Jelte Slagter  | Belkin Pro Cycling | + 35"    |

### 4e etappe
| Andenne - Klabbeek (197.1 km) |                   |                    |          |
| Plaats                        | Naam              | Ploeg              | Tijd     |
| Winnaar                       | Kenny Dehaes      | Lotto-Belisol      | 4u57'14" |
| 2                             | Giacomo Nizzolo   | RadioShack-Leopard | z.t.     |
| 3                             | Danilo Napolitano | Accent-Wanty       | z.t.     |
|                               |                   |                    |          |
| 4                             | Raymond Kreder    | Team Garmin-Sharp  | z.t.     |

| Algemeen klassement |                    |                    |          |
| Plaats              | Naam               | Ploeg              | Tijd     |
| Gele trui           | Aleksandr Kolobnev | Katjoesja          | 18u39'50 |
| 2                   | Anthony Geslin     | FDJ.fr             | + 6"     |
| 3                   | Stijn Devolder     | RadioShack-Leopard | + 18"    |
|                     |                    |                    |          |
| 25                  | Tom-Jelte Slagter  | Belkin Pro Cycling | + 35"    |

### 5e etappe
| Zinnik - Thuin (144.7 km) |                   |                    |          |
| Plaats                    | Naam              | Ploeg              | Tijd     |
| Winnaar                   | Greg Van Avermaet | BMC Racing Team    | 3u27'59" |
| 2                         | Daniel Oss        | BMC Racing Team    | + 3"     |
| 3                         | Marco Marcato     | Vacansoleil-DCM    | z.t.     |
|                           |                   |                    |          |
| 17                        | Tom-Jelte Slagter | Belkin Pro Cycling | + 16"    |

## Eindklassementen
| Plaats    | Naam               | Ploeg                   | Tijd      |
| --------- | ------------------ | ----------------------- | --------- |
| Gele trui | Greg Van Avermaet  | BMC Racing Team         | 22u08'02" |
| 2         | Anthony Geslin     | FDJ.fr                  | + 10"     |
| 3         | Aleksandr Kolobnev | Katjoesja               | + 12"     |
| 4         | Daniel Oss         | BMC Racing Team         | + 20"     |
| 5         | Marco Marcato      | Vacansoleil-DCM         | z.t.      |
| 6         | Jempy Drucker      | Accent-Wanty            | + 26"     |
| 7         | Olivier Chevalier  | Wallonie Bruxelles      | z.t.      |
| 8         | Tim Wellens        | Lotto-Belisol           | z.t.      |
| 9         | Paul Martens       | Belkin Pro Cycling      | + 30"     |
| 10        | Laurent Evrard     | Wallonie Bruxelles      | z.t.      |
| 11        | Dries Devenyns     | Omega Pharma-Quick Step | z.t.      |
| 12        | Laurens De Vreese  | Topsport Vlaanderen-B.  | + 32"     |
| 13        | Jan Ghyselinck     | Cofidis                 | z.t.      |
| 14        | Maxime Vantomme    | Crelan-Euphony          | + 34"     |
| 15        | Anthony Roux       | FDJ.fr                  | + 35"     |
| 16        | Tom-Jelte Slagter  | Belkin Pro Cycling      | + 39"     |
| 17        | Tim Declercq       | Topsport Vlaanderen-B.  | z.t.      |
| 18        | Nico Sijmens       | Cofidis                 | + 41"     |
| 19        | Tiago Machado      | RadioShack-Leopard      | + 47"     |
| 20        | Benoît Vaugrenard  | FDJ.fr                  | z.t.      |

| Plaats    | Naam              | Ploeg             | Punten |
| --------- | ----------------- | ----------------- | ------ |
| Roze trui | Greg Van Avermaet | BMC Racing Team   | 58     |
| 2         | Daniel Oss        | BMC Racing Team   | 43     |
| 3         | Romain Feillu     | Vacansoleil-DCM   | 35     |
|           |                   |                   |        |
| 23        | Raymond Kreder    | Team Garmin-Sharp | 14     |

| Plaats     | Naam          | Ploeg              | Punten |
| ---------- | ------------- | ------------------ | ------ |
| Witte trui | Tiago Machado | RadioShack-Leopard | 80     |
| 2          | Tim Wellens   | Lotto-Belisol      | 58     |
| 3          | Ben Gastauer  | AG2R-La Mondiale   | 40     |

| Plaats    | Naam              | Ploeg              | Tijd      |
| --------- | ----------------- | ------------------ | --------- |
| Rode trui | Olivier Chevalier | Wallonie Bruxelles | 22u08'28" |
| 2         | Tim Wellens       | Lotto-Belisol      | z.t.      |
| 3         | Laurent Evrard    | Wallonie Bruxelles | + 4"      |
|           |                   |                    |           |
| 4         | Tom-Jelte Slagter | Belkin Pro Cycling | + 13"     |

| Plaats | Ploeg               | Tijd      |
| ------ | ------------------- | --------- |
| 1      | FDJ.fr              | 66u25'44" |
| 2      | Topsport Vlaanderen | 22"       |
| 3      | Lotto-Belisol       | + 49"     |

1996 · 1997 · 1998 · 1999 · 2000 · 2001 · 2002 · 2003 · 2004 · 2005 · 2006 · 2007 · 2008 · 2009 · 2010 · 2011 · 2012 · 2013 · 2014 · 2015 · 2016 · 2017 · 2018 · 2019 · 2020 · 2021 · 2022 · 2023 · 2024
Etappewedstrijden

 Ster van Bessèges · 
 Ronde van de Middellandse Zee · 
 Ruta del Sol · 
 Ronde van de Algarve · 
 Ronde van de Haut-Var · 
 Driedaagse van West-Vlaanderen · 
 Internationale Wielerweek · 
 Internationaal Wegcriterium · 
 Driedaagse van De Panne-Koksijde · 
 Ronde van de Sarthe · 
 Ronde van Trentino · 
 Ronde van Turkije · 
 Ronde van Asturië · 
 Vierdaagse van Duinkerke · 
 Ronde van Azerbeidzjan · 
 Szlakiem Grodòw Piastowskich · 
 Ronde van Castilië en León · 
 Ronde van Picardië · 
 Ronde van Noorwegen · 
 World Ports Classic · 
 Ronde van Beieren · 
 Ronde van België · 
 Tour des Fjords · 
 Ronde van Estland · 
 Ronde van Luxemburg · 
 Boucles de la Mayenne · 
 Ster ZLM Toer · 
 Ronde van Slovenië · 
 Route du Sud · 
 Ronde van Oostenrijk · 
 Sibiu Cycling Tour · 
 Ronde van Wallonië · 
 Ronde van Portugal · 
 Ronde van Denemarken · 
 Ronde van de Ain · 
 Ronde van Burgos · 
 Arctic Race of Norway · 
 Ronde van de Limousin · 
 Ronde van Poitou-Charentes · 
 Wielerweek van Lombardije · 
 Ronde van Groot-Brittannië · 
 Ronde van Gévaudan Languedoc-Roussillon · 
 Eurométropole Tour
Eendaagse wedstrijden

 GP La Marseillaise · 
 Grote Prijs van de Etruskische Kust · 
 Trofeo Palma · 
 Trofeo Ses Salines · 
 Trofeo Serra de Tramuntana · 
 Trofeo Platja de Muro · 
 Trofeo Laigueglia · 
 Ronde van Murcia · 
 Omloop Het Nieuwsblad · 
 Classic Sud Ardèche · 
 GP Lugano · 
 Clásica de Almería · 
 Kuurne-Brussel-Kuurne · 
 La Drôme Classic · 
 Le Samyn · 
 GP Città di Camaiore · 
 Strade Bianche · 
 Roma Maxima · 
 Ronde van Drenthe · 
 Dwars door Drenthe · 
 Nokere Koerse · 
 GP Nobili Rubinetterie · 
 Handzame Classic · 
 Classic Loire-Atlantique · 
 Grote Prijs van Cholet-Pays de Loire · 
 Dwars door Vlaanderen · 
 Route Adélie de Vitré · 
 Volta Limburg Classic · 
 Grote Prijs Miguel Indurain · 
 Ronde van La Rioja · 
 Scheldeprijs · 
 GP Pino Cerami · 
 Klasika Primavera · 
 Parijs-Camembert · 
 Brabantse Pijl · 
 GP Denain · 
 Ronde van de Finistère · 
 Tro Bro Léon · 
 Ronde van Keulen · 
 La Roue Tourangelle · 
 Rund um den Finanzplatz Eschborn-Frankfurt · 
 Ronde van de Somme · 
 ProRace Berlin · 
 Grote Prijs van Plumelec · 
 Boucles de l'Aulne · 
 Ronde van Zeeland Seaports · 
 Trofeo Melinda · 
 GP Kanton Aargau · 
 Ronde van Limburg · 
 Ronde van de Apennijnen · 
 Halle-Ingooigem · 
 Trofeo Matteotti · 
 Prueba Villafranca de Ordizia · 
 GP Industria & Artigianato-Larciano · 
 Ronde van Toscane · 
 Circuito de Getxo · 
 Polynormande · 
 RideLondon Classic · 
 GP Stad Zottegem · 
 Dutch Food Valley Classic · 
 Châteauroux Classic de l'Indre · 
 Druivenkoers Overijse · 
 Ronde van Veneto · 
 Schaal Sels · 
 Memorial Rik Van Steenbergen · 
 Brussels Cycling Classic · 
 GP Fourmies · 
 Ronde van de Doubs · 
 GP Jef Scherens · 
 Coppa Bernocchi · 
 Coppa Agostoni · 
 GP van Wallonië · 
 Ronde van de Drie Valleien · 
 Kampioenschap van Vlaanderen · 
 Memorial Marco Pantani · 
 Grote Prijs Impanis-Van Petegem · 
 GP van Isbergues · 
 GP Industria & Commercio di Prato · 
 Omloop van het Houtland · 
 Duo Normand · 
 Milaan-Turijn · 
 Ronde van Piëmont · 
 Ronde van het Münsterland · 
 Pro Cycling Marathon · 
 Ronde van de Vendée · 
 Memorial Frank Vandenbroucke · 
 Coppa Sabatini · 
 Parijs-Bourges · 
 Ronde van Emilia · 
 GP Beghelli · 
 Parijs-Tours · 
 Nationale Sluitingsprijs · 
 Ronde van Romagna · 
 Chrono des Nations